# 끄롱빡현
끄롱빡현(베트남어: Huyện Krông Pắc)은 베트남 중부 고원 지방 닥락성의 현이다.

## 행정 구역
끄롱빡현은 1시진, 15사를 관할하고 있다.

### 시진
- 프억안 시진 (Thị trấn Phước An, 福安市鎭)

### 사
- 에아히우 사 (Xã Ea Hiu, 亞休社)
- 에아껜 사 (Xã Ea Kênh, 亞更社)
- 에아끌라이 사 (Xã Ea Kly)
- 에아끄우엑 사 (Xã Ea Knuêc)
- 에아꾸앙 사 (Xã Ea Kuăng, 亞光社)
- 에아페 사 (Xã Ea Phê, 亞非社)
- 에아우이 사 (Xã Ea Uy, 亞威社)
- 에아이엉 사 (Xã Ea Yiêng, 亞英社)
- 에아용 사 (Xã Ea Yông, 亞勇社)
- 호아안 사 (Xã Hòa An, 和安社)
- 호아동 사 (Xã Hòa Đông, 和東社)
- 호아띠엔 사 (Xã Hòa Tiến, 和進社)
- 끄롱북 사 (Xã Krông Búk)
- 떤띠엔 사 (Xã Tân Tiến, 新進社)
- 부본사 (Xã Vụ Bổn, 務本社)